# Tilișca, Sibiu
Tilișca (în dialectul săsesc Teliska, în germană Tilischen, Telischen, Tilischka, Telischka, în maghiară Tilicske, Tiliske, Tiliska) este satul de reședință al comunei cu același nume din județul Sibiu, Transilvania, România.

## Tradiții
Localitatea este caracterizată prin case de lemn, înălțate pe postamente de piatră, prin bogăția țesăturilor decorative din interiorul acestora, prin ceramică și prin icoanele pictate pe sticlă. Tilișca devine un loc atractiv pentru turiști, întrucât se construiesc tot mai multe pensiuni. O veche tradiție a tilișcanilor este prelucrarea pieilor și a lânii, ocupații care continuă să existe și în prezent fiind o sursă importantă de venit pentru locuitorii din zonă. De asemenea, în Tilișca încă se face brânză de oaie. Aici se mai produc și  cojoace ciobănești, din piele de oaie, lungi până la calcâi, fără mâneci și neornamentate, purtate cu lâna spre interior de ciobani când urcă cu oile la munte. Totuși, acestea nu se mai fac manual ci mecanizat.

## Istoric
Perimetrul localității Tilișca este locuit încă din preistorie. Prima atestare documentară datează din anul 1366. În anii 1957-1958 a fost descoperită pe dealul Cățânaș o cetate dacică iar în 1963-1965 a fost descoperită pe dealul Cetate o cetate medievală.
În 2023 arheologii de la Muzeul Național Brukenthal au descoperit 14 ștanțe monetare în cetatea dacică de la Tilișca - Dealul Cățănaș, ceea ce atestă faptul că în acest centru se bătea monedă.
O echipă de arheologi din Sibiu a descoperit în 16 iulie 2025 o rară ștanță monetară antică, confirmând existența unei așezări dacice dezvoltate cu economie proprie și activitate de batere a monedei.
În evul mediu a făcut parte din domeniul Amlașului, feudă acordată de Regalitatea Maghiară domnilor de peste munți (munteni), ca loc de refugiu și sursă de venit.

## Date geografice
Tilișca este situată la 26 km de Sibiu, pe DJ 106 E, care leagă localitățile Săliște, Galeș, Tilișca, Rod, Poiana, Jina, Șugag. Vatra satului Tilișca asezată la confluența apelor Râul Negru (zis și Lunca) și Valea (care în aval formează impreună râul Saliște) este inconjurată de 4 dealuri împădurite cu înălțimi între 700 si 750 m. Vatra se află la altitudinea de 580 m. Cele patru dealuri se numesc Cetate (710 m), Cățânaș (712 m), Priboi și Plaiu.

## Monumente istorice
Biserica „Sfinții Arhangheli Mihail și Gavriil"

## Obiective turistice
- Muzeul Etnografic, a fost inaugurat în 2003, într-o casă bătrânească, cu un nivel, ce a aparținut unei famili din Tilișca. Muzeul reconstituie un moment esențial istoric, din viața tilișcanilor, prin reproducerea identică a unei gospodării românești. Evoluția caselor din Mărginimea Sibiului a trecut prin trei perioade, case cu o cameră, case cu o tindă și o încăpere de înlocuit și case cu trei încăperi. Aceasta este una din ultimele case cu o încăpere rămase.
- Biserica Ortodoxă "Sf. Arhangheli Mihail și Gavril, Bisetica mica,si Muzeul."  a fost zidită în 1782 cu ajutorul credincioșilor parohiei. Biserica a fost construită pe locul unei vechi biserici de lemn, sfințită prin a 16 zi din luna octombrie 1684.  Clădirea actuală este făcută din piatră si caramidă, cu acoperisul din lemn și tiglă și este construită în stil bizantin. Prima dată, biserica a fost pictată în 1793 iar încercarea de restaurare din 1903 a eșuat. În 1937 Laurentiu Moldovan, pictează biserica în ulei, deoarece aceasta era foarte ștearsă. În afara bisericii se găsesc 31 de scene religioase.
- Biserica Ortodoxă "Sf. Nicolae" (Biserica Mică), a fost zidită în 1843 ca biserică română unită (greco-catolică). Odată cu interzicerea BRU de către autoritățile comuniste, biserica a fost trecută trecută în folosința unei parohii ortodoxe. Materialul folosit la zidire este piatră și caramidă, cu acoperiș de lemn si țiglă.
- Monumentul Eroilor Români din Primul și Al Doilea Război Mondial. Crucea memorială a fost dezvelită în anul 1946, pentru cinstirea memoriei eroilor români din cele Două Războaie Mondiale. Monumentul are înălțimea de 3 m, fiind situat pe un postament în trepte. Crucea este realizată din marmură, iar împrejmuirea este făcută cu un gard din beton. Pe fațada monumentului sunt înscrise numele a 27 eroi români jertfiți în Primul Război Mondial, precum și numele a 13 eroi români care au murit în Al Doilea Război Mondial.

## Cetățile
- Cetatea dacică. În anii 1957-1958 a fost reperată și identificată așezarea fortificată dacică de pe dealul Cățănaș. Ea ocupă platoul superior al dealului și se întinde și pe pantele de vest și de nord ale acestuia. După cercetări amănunțite, s-au găsit atât bani străini cât și bani ștanțați acolo.  Cetatea dispare în timpul războaielor daco-romane de la începutul secolului II d.Chr.[4]
- Cetatea medievală. Pe dealul Cetate, la vest de comună, se găsesc ruinele unei cetăți medievale cu ziduri de piatră și șanț de apărare. Cercetările din 1963-1965 descoperă că cetatea a fost foarte folosită în secolele XIV-XV. Cetatea a fost puternic fortificată iar în incinta ei s-au găsit multe obiecte specifice acelei perioade. Cetatea a fost construită la sfârșitul secolului al XIII-lea, ea fiind abandonată pe la mijlocul secolului al XIV-lea.[5]

## Vezi și
- Biserica Sfinții Arhangheli Mihail și Gavriil din Tilișca
- Râul Tilișca
- Troița din Tilișca

## Imagini

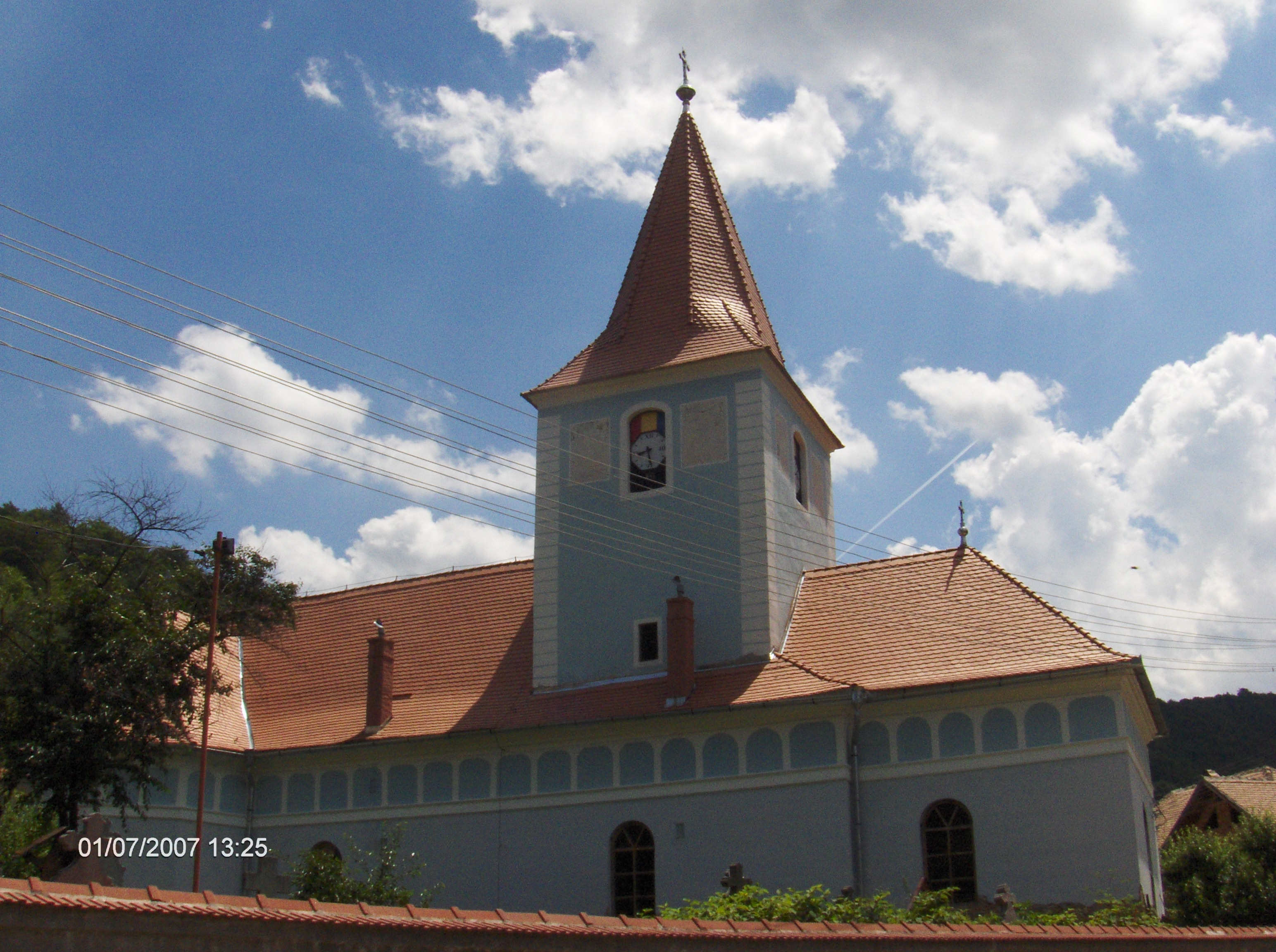
Biserica Mare
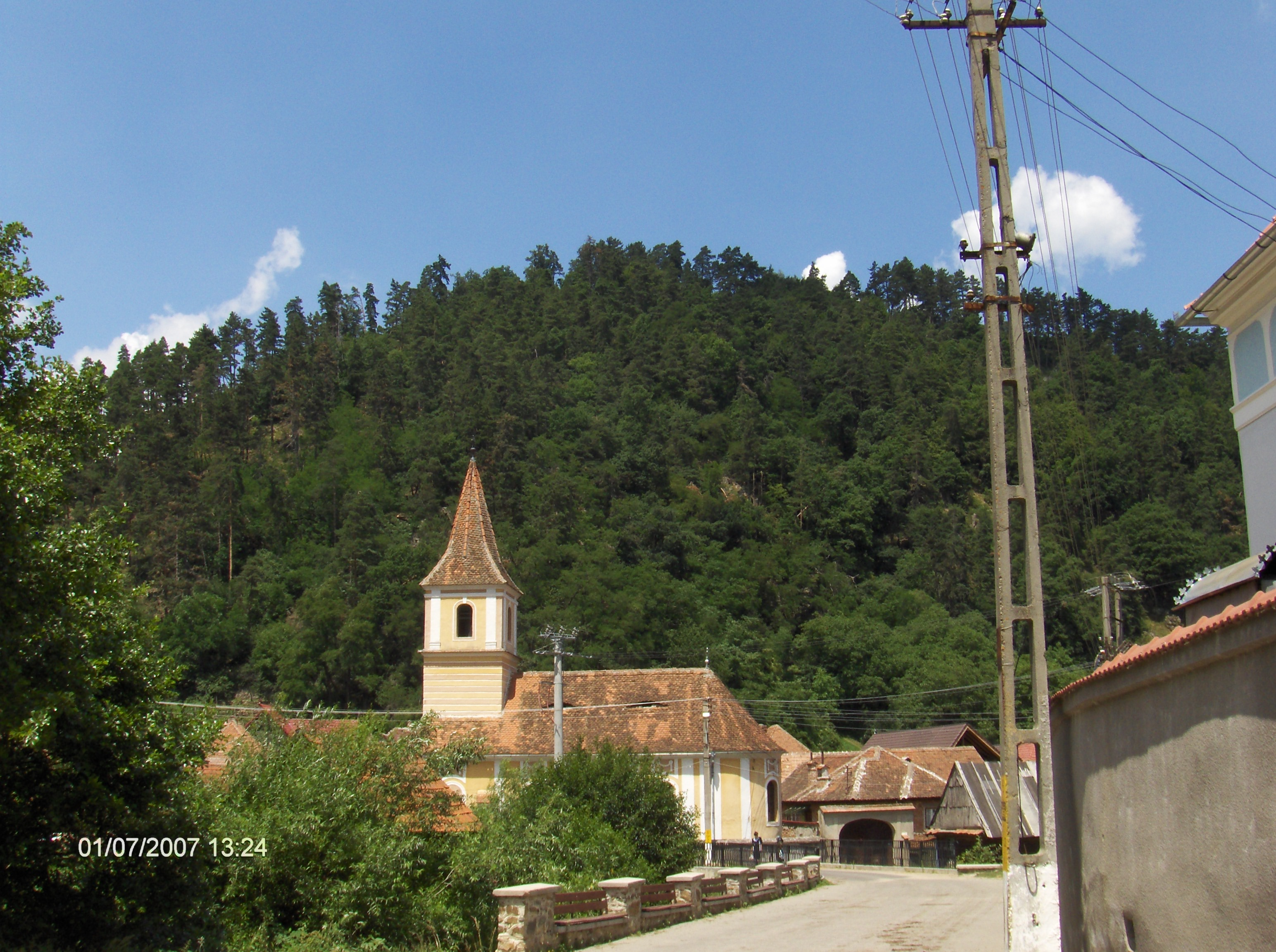
Biserica Mică
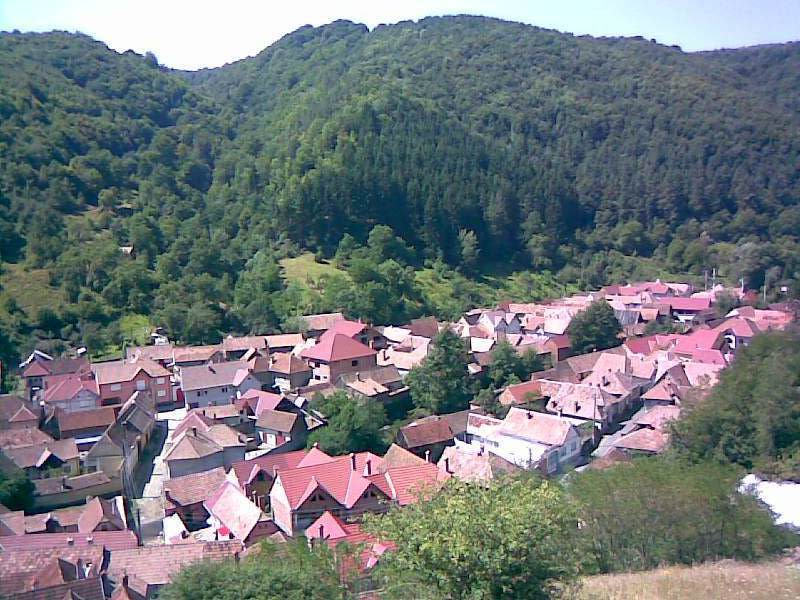
Tilișca văzută de pe Cățânaș
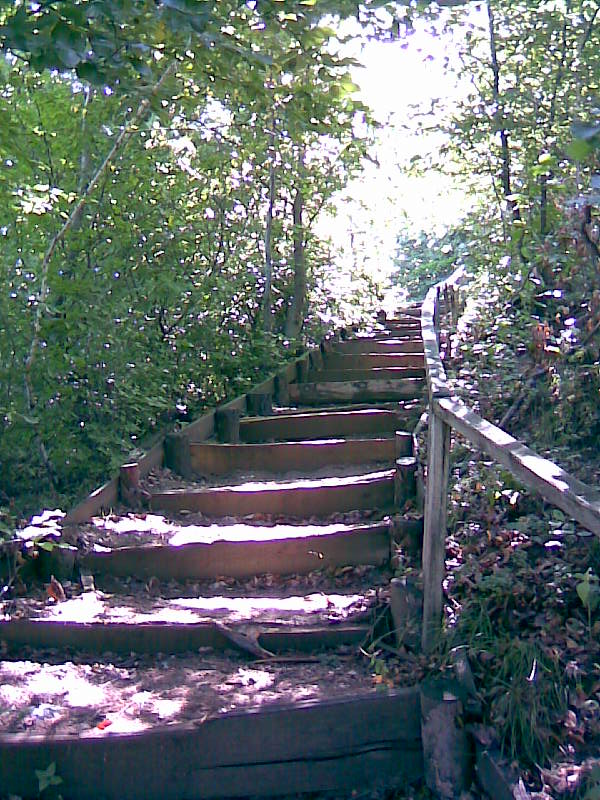
Drumul spre cetatea dacică
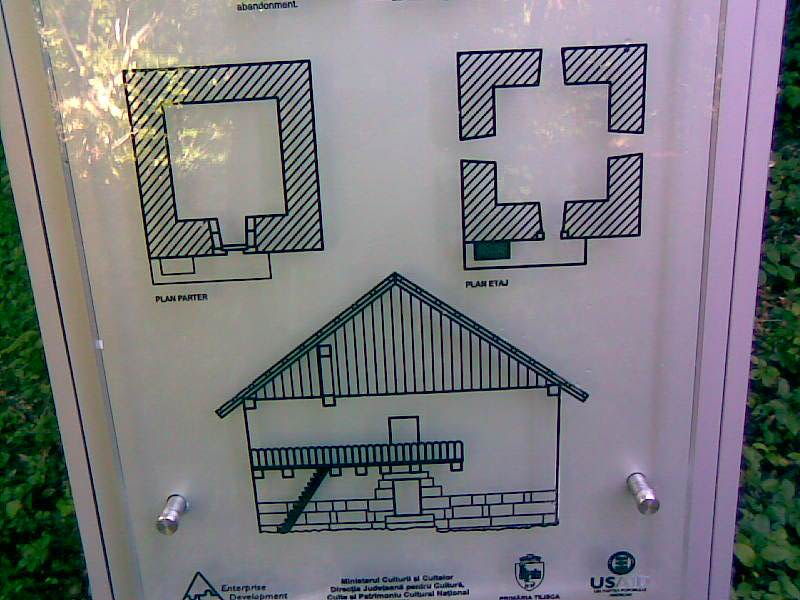
Placa cu planul cetății dacice
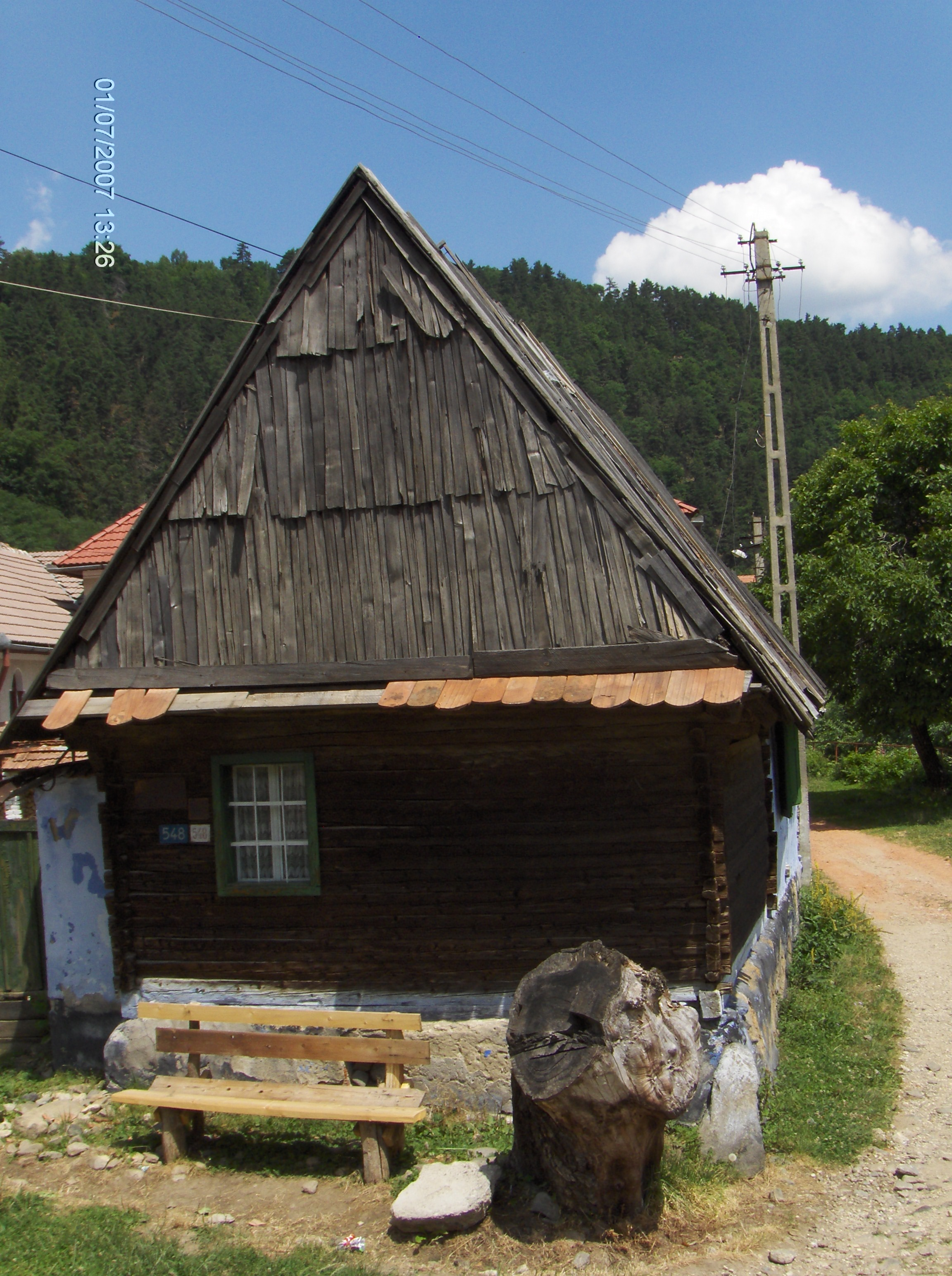
Casă foarte veche din Tilișca
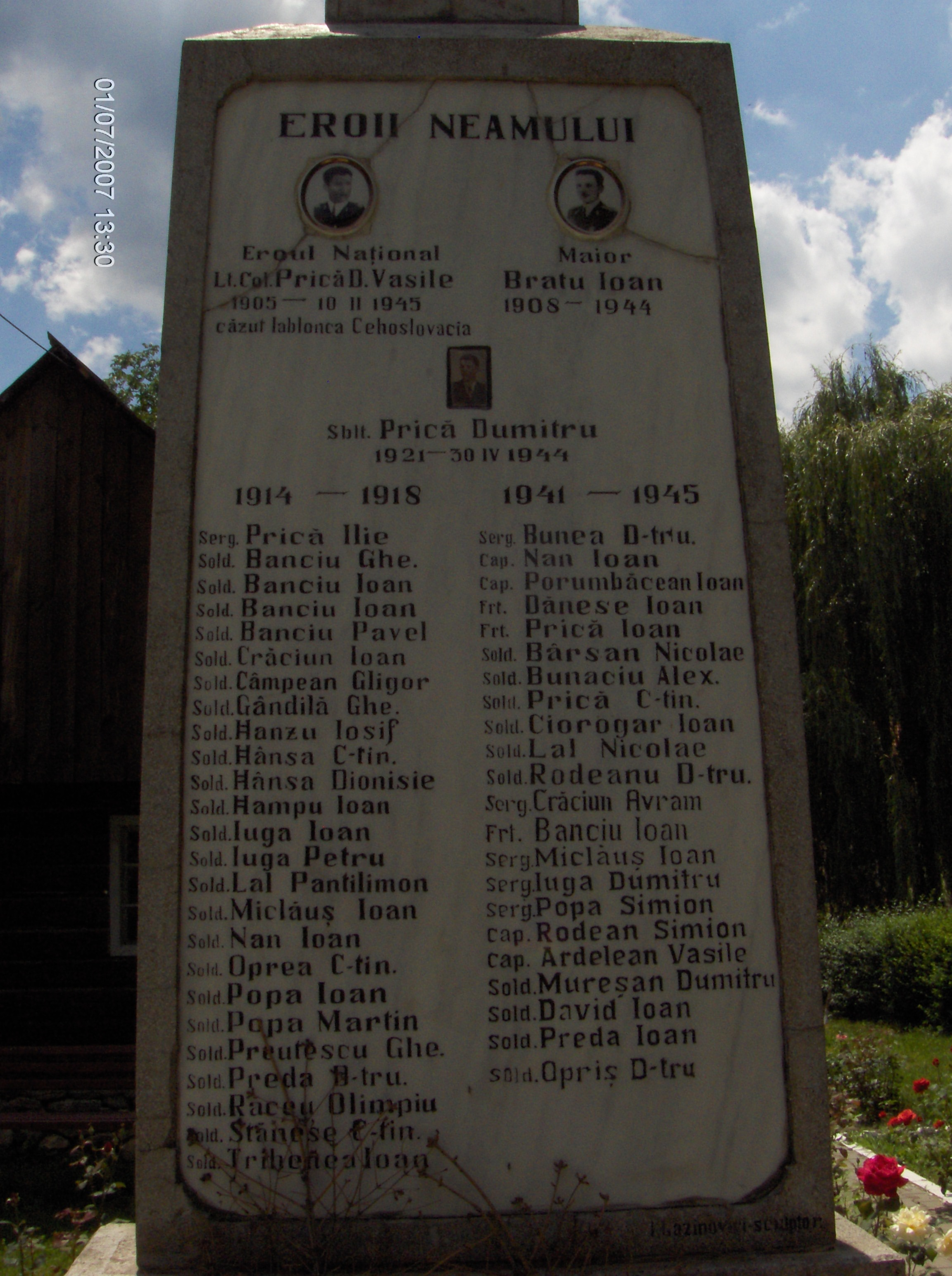
Placa memorială
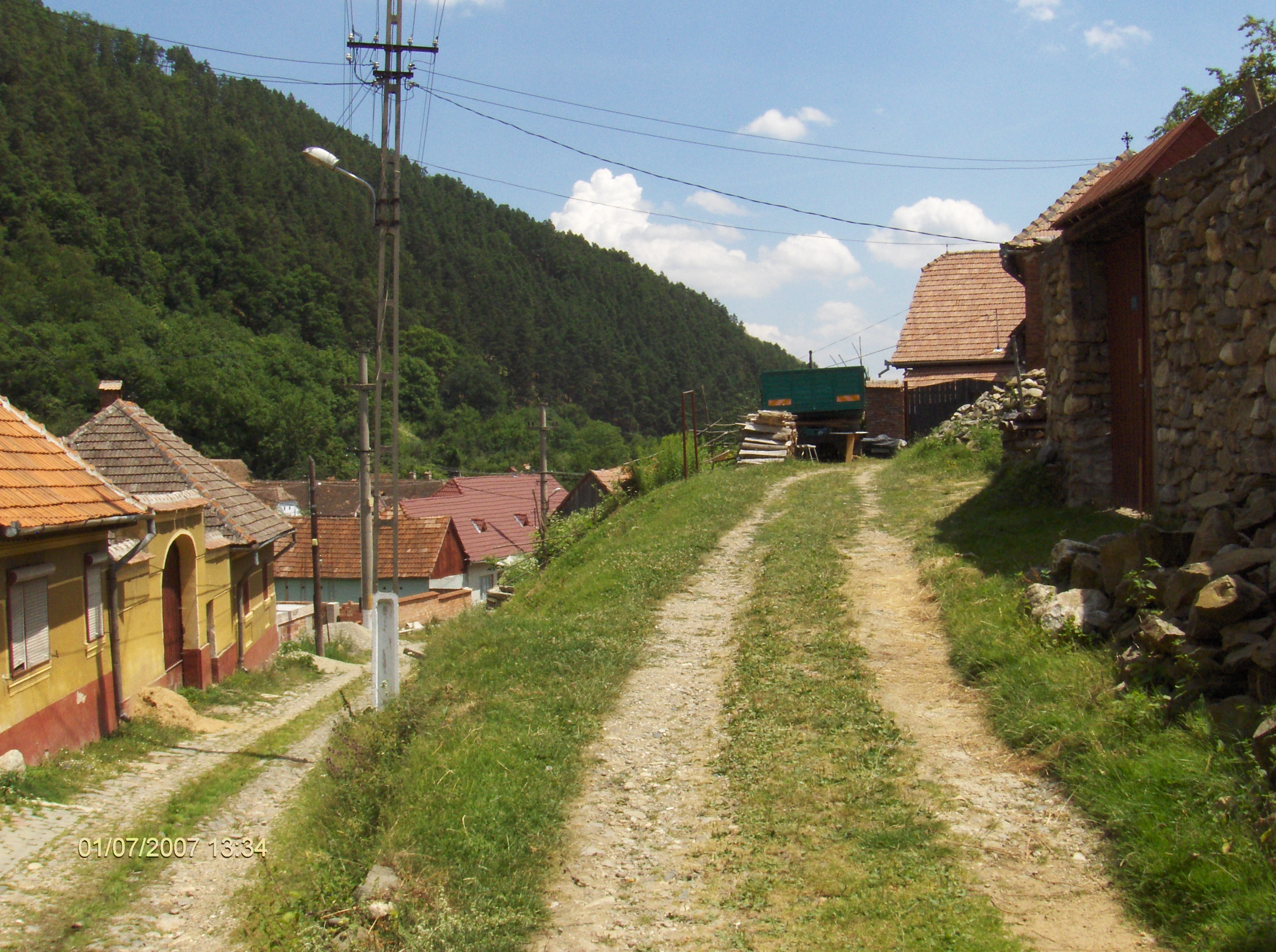
Două ulițe din Tilișca
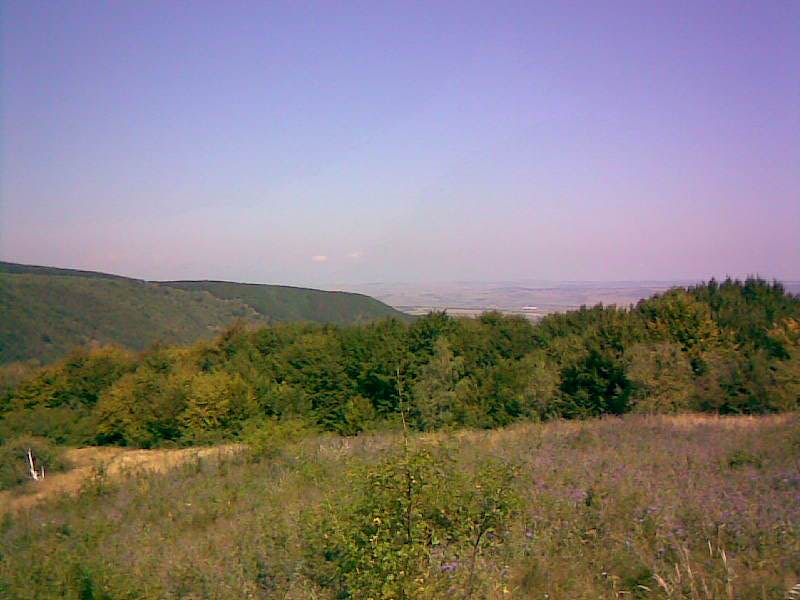
Vedere în depărtare, de pe dealul Cățânaș
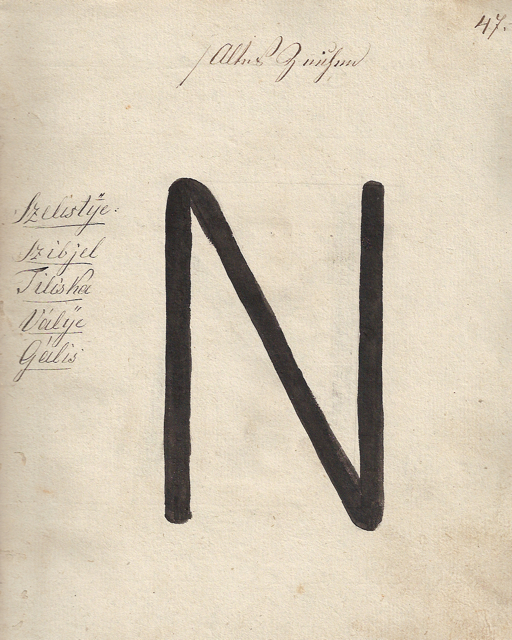
1826 - Danga pentru vitele din Tilișca(vechi)
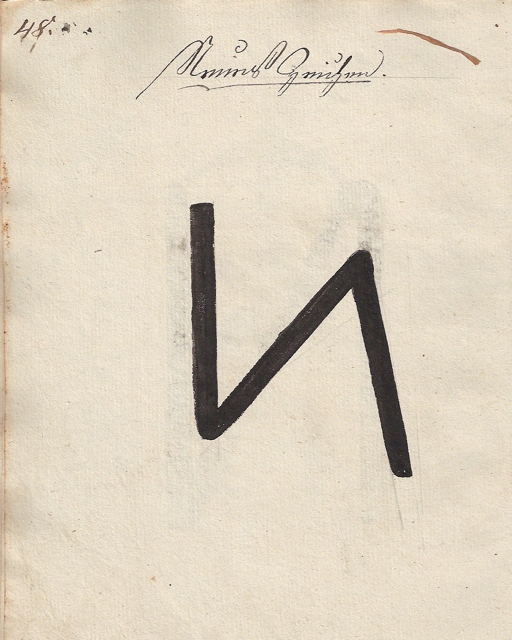
1826 - Danga pentru vitele din Tilișca(nou)